# محمد عبده
شیخ محمد عبدُه، فقیه، حقوقدان و اصلاح‌گر دینی مصری و به روایت طرفدارانش، از اندیشمندان مسلمان و از پیشگامان نوااندیشی دینی در دنیای اسلام است.

## زندگی
او در سال ۱۲۶۶ ه‍.ق در یکی از دهکده‌های مصر به نام «محله نصر»، از پدری  ترک و مادری عرب متولد شد. پدرش را عبده خطاب می‌کردند. او محمد را در سن ۱۳ سالگی برای تعلیم معارف اسلامی به جامع احمدی سپرد. اما محمد آموزه‌های آنجا را دوست نداشت و آنجا را رها کرد اما پس از مدتی به سفارش شیخ درویش، دایی پدرش، که نظرات او را می‌پسندید، دوباره به جامع احمدی بازگشت و بعد به جامع الازهر رفت.
علاوه بر شیخ درویش او از محضر شیخ حسن الطویل و سید جمال الدین اسدآبادی بهره برد. همچنین به توصیه سید جمال به مطالعه علوم عقلی پرداخت و پس از آن به معلمی پرداخت. او شاگردان زیادی را تربیت نمود که از آن جمله می‌توان به محمد رشید رضا، سعد زغلول، احمد امین، طه حسین، عبدالغادر مغربی، مصطفی عبدالرازق اشاره کرد.
در سال ۱۲۹۴ ه‍.ق موفق به اخذ درجه «علیم» از دانشگاه الازهر شد و سپس در همان‌جا مشغول تدریس علوم دینی و اخلاق گشت. سال بعد به دعوت دانشکده دارالعلوم قاهره به تدریس تاریخ پرداخت.
عبده علاوه بر کار معلمی کار سیاسی هم می‌کرد و به خاطر همین کار وارد حزب وطنی مصر شد. وی همچنین بنا به پیشنهاد ریاض پاشا، وزیر خدیو پاشا، به سردبیری روزنامه الوقایع المصریه منصوب شد.
در سال ۱۲۹۹ در پی مشارکت با انقلاب عرابی (احمد عرابی) برای مدت شش سال از قاهره تبعید گردید و در لبنان اقامت نمود. سپس عازم پاریس شد و در آنجا درانتشار روزنامه عروةالوثقی که نگرش ضد استعماری و ضد انگلیسی داشت، با سید جمال الدین همکاری کرد. بعد از اقامت در پاریس و لندن عازم بیروت گردید و در آنجا نیز برای وحدت اسلامی و همچنین تقریب ادیان فعالیت می‌کرد.
با تغییرات سیاسی و اجتماعی مصر، محمد عبده در اواخر عمر به عضویت در مجلس شورا که هیاتی مشورتی بود، منصوب شد. محمد عبده، بیشتر زندگی خود را صرف اصلاح فکر دینی و سازمان‌های دینی و فعالیت‌های خیریه نمود.
مسافرت‌های متعدد به شهرهای اروپائی داشت و مطالعات بسیاری در قوانین مدنی کشورهای اروپائی در وین و برلین انجام داد.
در سال۱۸۹۹ خدیو مصر، عبده را به مقام مفتی منصوب کرد وی اصلاحات زیادی در روش تدریس و برگزاری امتحان شاگردان به عمل آورد. عبده تا پایان عمر بر این مسند باقی‌ماند.
محمد عبده در سال ۱۳۲۳ ه‍.ق به علت بیماری سرطان در گذشت.

## افکار و عقاید
شیخ محمد عبده از مفتیان پیشین مصر از جمله کسانی بود که به شرح و تبلیغ نهج‌البلاغه در میان جوانان مصری پرداخت. وی در مقدمه شرح خود گفته‌است: «در همهٔ مردم عرب‌زبان، یک نفر نیست مگر آنکه معتقد است سخن علی بعد از قرآن و کلام نبوی شریف‌ترین و بلیغ‌ترین و پرمعنی‌ترین و جامع‌ترین سخنان است.»

در مورد سیاست و حکومت وی معتقد بود که مردم هر کشور بایستی آزاد باشند تا با توجه به تاریخ و شرایط روزمره جامعه خود نوع وروش حکومت خود را تعین کنند.
او معتقد بود که مسلمانان نمی‌توانند فقط متکی به منابع نوشته شده توسط روحانیان رسمی باشند و بایستی برای بهبود شرایط روزمره و زمان خود، به عقل و منطق توسل جویند. می‌گفت که اسلام مردم را تشویق به تفکر می‌نماید و تقلید کورکورانه رااز سنت جدا می‌دانست. به گفته او بزرگ‌ترین دارایی‌های مذهب استقلال اراده و استقلال فکر و عقیده‌است. او معتقد بود که رشد تمدن غرب در اروپا در این دو اصل استوار بود.
مخالفان او را، حتی کافر نیز نامیده‌اند، با این حال، پیروانش او را به نام امام، حکیم، احیاگر دین و یک رهبر اصلاح گر می‌نامند. اسلام عبده بازگشت به مراحل اولیه اسلام است. عبده معتقد بود که علت اصلی عقب ماندگی مسلمانان در تقدیس اشخاص و کتب به غیر از قرآن کریم است و اینکه مسلمانان قرآن در مقابل گفته‌های پیشینیان خاضع کرده‌اند. سخن مشهور او این است که «مسلمانان عصر حاضر جز قرآن کریم هیچ پیشوایی ندارند» از این رو عبده به روایت و حدیث اعتنایی نشان نمی‌داد و او را سردمدار اصلی مدرسه «بازگشت به قرآن» می‌دانند. عبده، تقلید از گذشتگان و بستن باب اجتهاد را از نشانه‌های سیه روزی مسلمانان می‌دانست. همچنین او دغدغه تقریب مذاهب داشت.
هرچند تفکرات عبده مخالفتهای بسیاری را از میان شیوخ سنتی و مقلد الازهر برانگیخت لکن او موفق شد تا یک ساختمان فکری را طراحی کند که هنوز بعد از یک قرن، اصلاحگران دینی خود را منتسب به آن می‌دانند. ظهور متفکران و مشایخ بزرگی در الازهر چون شیخمصطفی المراغی، شیخ احمد امین، شیخ علی عبدالرازق، شیخ مصطفی عبد الرازق، شیخ محمود شلتوت، شیخ احمد صبحی منصور و.. نشان مجاهدتهای اصلاحگرانه اوست هرچند بخش عظیمی از اصلاحگری‌های او با انحراف شاگردش رشید رضا و به قدرت رسیدن گرایش‌های سلفی و وهابیت به دست فراموشی سپرده شد. حتی متفکران نامدار خارج الازهر نیز به نوعی مؤثر از اندیشه‌های عبده بودند. کسانی چون قاسم امین، دکترطه حسین، شیخ محمود ابوریة، شیخ جمال البنا و..
عبده، پدیده تکفیر را اندیشه‌ای جاهلی و قضاوت دربارهٔ عقیده مردمان را کاری خدایی می‌دانست. او می‌گوید:
« «یقولون: ان لم یکن للخلیفة ذلک السلطان الدینی أفلا یکون للقاضی أو للمفتی أو شیخ الاسلام؟ و أقول: ان الاسلام لم یجعل لهؤلاء أدنی سلطة علی العقائد و تقریر الأحکام و کل سلطة تناولها واحد من هؤلاء فهی سلطة مدنیة قررها الشرع الاسلامی و لا یسوغ لواحد منهم أن یدعی حق‌السیطرة علی ایمان أحد أو عبادته لربه أو ینازعه فی طریق نظره:
می‌گویند اگر برای خلیفه هیچ سلطه دینی وجود ندارد پس آیا برای قاضی یا مفتی یا شیخ الإسلام نیز چنین حقی وجود ندارد؟ من می‌گویم: اسلام برای اینها حق کوچک‌ترین سلطه بر عقاید و تقریر احکام را قرار نداده‌است و تمام قدرتی که می‌تواند در دست یکی از آن‌ها باشد همان قدرت مدنی است که شرع اسلام مقرر کرده و هیچ دلیلی برای هیچ‌یک وجود ندارد که ادعای حق سیطره بر ایمان کسی یا عبادات شخص برای خداوند داشته باشد یا به خاطر دیدگاه عقیدتی شخص با او منازعه کند» (الاسلام و النصرانیة، ص۸۲ ـ دارالحداثة ط۳، ۱۹۸۸م)
عبده معتقد بود سلفیه و وهابیت با رونمای زیبای اندیشه توحیدی، دارای محتوایی جاهلی و ضد قرآنی بوده که با تقدیس و تقلید کورکورانه از گذشتگان و اولویت نصوص ظنی احادیث کذب بر متن قطعی قران کریم، توأم است. او دربارهٔ اهل حدیث و وهابیت می‌گوید: «فئة زعمت أنها نفضت غبار التقلید و أزالت الحجب آلتی کانت تحول بینها و بین النظر فی آیات القرآن و متون الاحادیث.. و لکن هذه الفئة أضیق عطناً و أحرج صدراً من المقلدین.. فإنها تری وجوب الأخذ بما یفهم من لفظ الوارد و التقید به بدون التفات إلی ما تقتضیه الأصول آلتی قام علیها الدین.. فلم یکونوا للعلم أولیاء و لا للمدنیة السلیمة أحباء:
گروهی فکر می‌کنند که غبار تقلید را زدوده و حجابهای بین خود و تدبر در نص قرآن و متون احادیث را کنار زده‌اند.. لکن این دسته از مقلدین تنگ نظر تر و مرتجع تر هستند.. آن‌ها قائل به وجوب اعمال ظاهری الفاظ هستند بدون اینکه به اصولی که دین بر آن‌ها قرار گرفته التفاتی نمایند.. آن‌ها نه دوستدار علم هستند و نه همراه مدنیت و تمدن سالم» (الاسلام بین العلم و المدنیة/الاحتجاج بالمسلمین علی الاسلام)
دکتر احمد صبحی منصور، عبده را چنین توصیف می‌کند: «اصلاح ضرورتی است که نزدیک به یک قرن به تأخیر افتاد. این اصلاح به دست بزرگواری چون امام محمد عبده در داخل الازهر و خارج آن شروع شد. امام محمد عبده به تنهایی در مقابل وهابیت و تصوف قدعلم کرد و مبنای احتکام را قرآن کریم قرار داد. او در سال ۱۹۰۵میلادی و در اوج شکوفایی اندیشه اش درگذشت لکن شاگردش رشیدرضا ضمن همپیمانی با وهابیت و نفوذ سعودی، مدرسه امام را به نابودی کشاند تا جایی که افکار و اقوال امام محمد عبده در داخل الازهر به کفر و فسق شناخته می‌شد. سپس با ظهور اهل القرآن بر مبنای اندیشه‌های امام محمد عبده، پرچم اصلاحگری مجدداً برافراشته شد»
او مخالف چند همسری بود و تصور می‌کرد که آن یک رسم کهنه‌است. عبده اسلام را آزادکننده مردم از اسارت، و فراهم‌کننده حقوق برابر برای همه انسان‌ها، می‌دانست.